# Hans Roth (Heimatpfleger)
Hans Roth (* 30. Juli 1938 in Laufen (Salzach), Oberbayern; † 16. August 2016 in Traunstein) war ein bayerischer Heimatpfleger.

## Leben
Roth absolvierte eine Ausbildung zum Antiquariatsbuchhändler in München. Er war ab 1975 stellvertretender, von 1980 bis 2003 leitender Geschäftsführer des bayerischen Landesvereins für Heimatpflege e. V. in München.
Von 1972 bis 2015 war Roth erster Vorsitzender des Historischen Vereins Rupertiwinkel e. V. in Laufen. Er war von 1990 bis 2012 Mitglied des Rundfunkrates des Bayerischen Rundfunks und Mitglied im Landesdenkmalrat, Vorsitzender des Regionalausschusses für Oberbayern sowie von 1995 bis 2013 Vorsitzender des Arbeitskreises Kultur der EuRegio Salzburg – Berchtesgadener Land – Traunstein.

## Auszeichnungen
Roth wurde u. a. mit folgenden Ehrungen ausgezeichnet: 
- Ehrenring der Gemeinde Kirchanschöring
- Bayerischer Verdienstorden
- 1998: Bürgermedaille der Stadt Laufen[5]
- 2004: Bayerische Verfassungsmedaille in Silber
- 2005: Oberbayerischer Kulturpreis
- 2007: Kulturpreis der Stadt Laufen
- 2010: Bayerischer Poetentaler der Münchner Turmschreiber
- 2015: Aventinus-Medaille des Verbandes bayerischer Geschichtsvereine[6]

## Schriften
- Herausgeber der Zeitschriften Das Salzfass (ISSN 0948-7875) und Schönere Heimat (ISSN 0177-4492)
- mit Siegfried Schamberger (Werkschau und Risse) und Wolfgang Schütz (Fotos): Gordian Guckh: Leben und Werk eines Laufener Malers um 1500. Pannonia, Freilassing 1969.
- mit Erika Groth-Schmachtenberger (Bilder): München. Pannonia, Freilassing 1971, ISBN 3-7897-0018-5.
- (Hrsg.): Marterlsprüch. Süddeutscher Verlag, München 1973, ISBN 3-7991-5749-2.
- mit Walter Brugger: Laufen, Oberndorf: Kunst und Geschichte. Pustet, Tittmoning, Traunstein o. J. (1972).
- mit Heinz W. Schlaich (Hrsg.): Bayerische Heimatkunde: ein Wegweiser. Süddeutscher Verlag, München 1974, ISBN 3-7991-5772-7.
- (Hrsg.): Alte Hausinschriften. Süddeutscher Verlag, München 1975, ISBN 3-7991-5827-8.
- mit Erika Groth-Schmachtenberger: Münchner Denkmäler. Pannonia, Freilassing 1981, ISBN 3-7897-0093-2.
- Von alter Zunftherrlichkeit. Rosenheimer, Rosenheim 1981, ISBN 3-475-52338-8.
- (Hrsg.): Laufen an der Salzach in alten Ansichten. Europäische Bibliothek, Zaltbommel/Niederlande 1984, ISBN 90-288-2794-3.
- mit Siegfriede Schneider (Hrsg.): Heimatbuch Kirchanschöring. Gemeinde Kirchanschöring, Kirchanschöring 1988.
- mit Wilfried Bahnmüller (Illustration): München. Pannonia, Freilassing 1990, ISBN 3-7897-0202-1.
- Pfarrkirche Anger. Schnell und Steiner, München, Zürich 1991. 6. Auflage: 2005, ISBN 3-7954-4338-5.
- Kirchen der Pfarrei Petting. Schnell und Steiner, Regensburg 1994.
- mit Walter Irlinger: Die Zunft der Berchtesgadener Bergknappen: Geschichte, Brauchtum und Zunftgegenstände. Plenk, Berchtesgaden 1996, ISBN 3-927957-03-8.
- Mariä Himmelfahrt Feldkirchen. Schnell und Steiner, Regensburg 1996, ISBN 3-7954-4016-5.
- mit Heinz Dopsch (Hrsg.): Laufen und Oberndorf: 1250 Jahre Geschichte, Wirtschaft und Kultur an beiden Ufern der Salzach. Laufen/Oberndorf 1998, ISBN 3-00-003359-9.